# Washington (Wirginia Zachodnia)
Washington – jednostka osadnicza w Stanach Zjednoczonych, w stanie Wirginia Zachodnia, w hrabstwie Wood.